# قفل (رایانه)
در علم کامپیوتر، یک قفل یک مکانیزم هماهنگ سازی برای اعمال محدودیت در دسترسی به منابع در یک محیط است که در آن نخ‌های زیادی برای اجرا وجود دارد.

قفل یکی از راه‌های اعمال سیاست‌های کنترل همروندی است.